# Bouteille du nouvel an

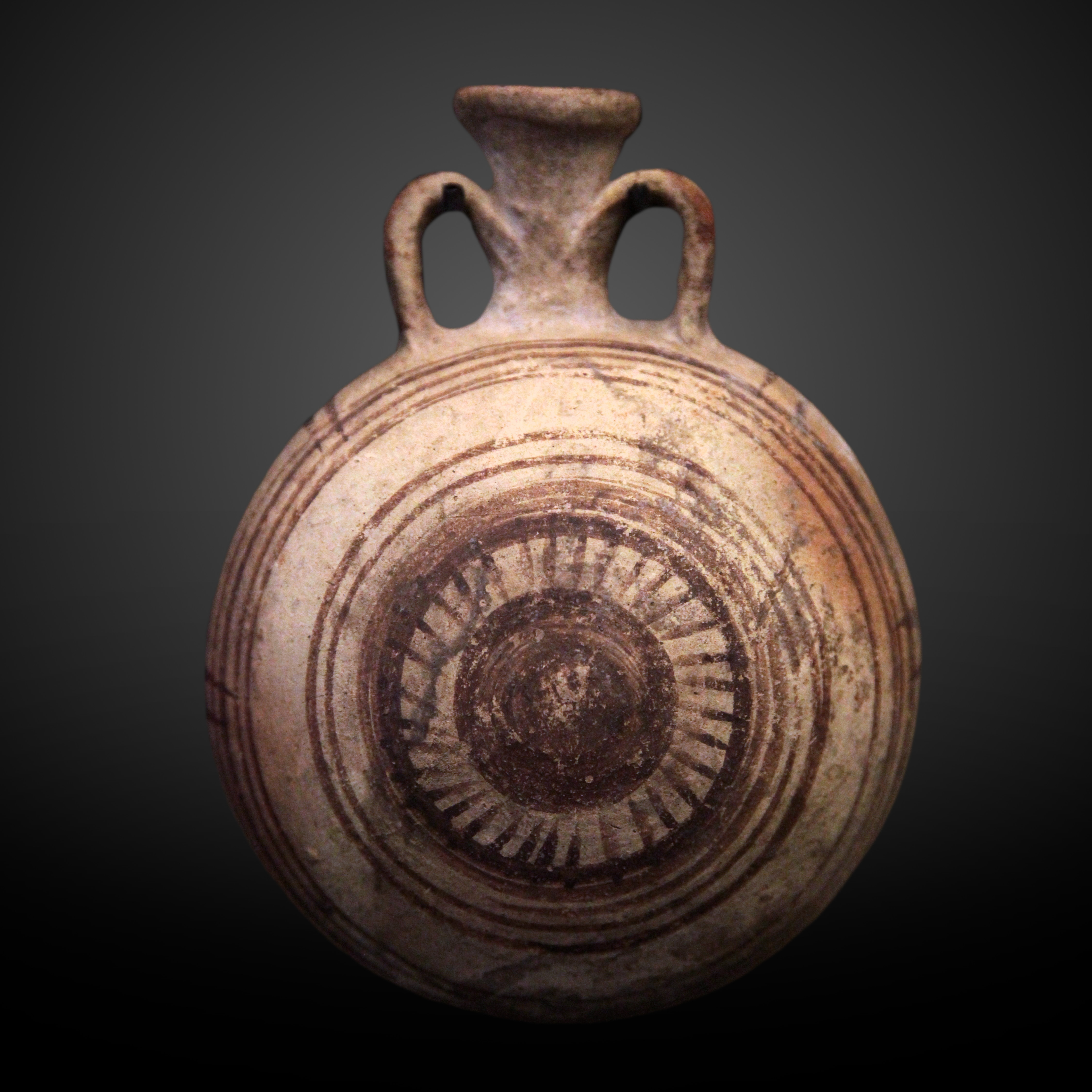
Bouteille du nouvel an (XVIIIe dynastie, entre 1550 et 1295 av. J.-C.), terracota, Musée d'Art et d'Histoire de Genève.

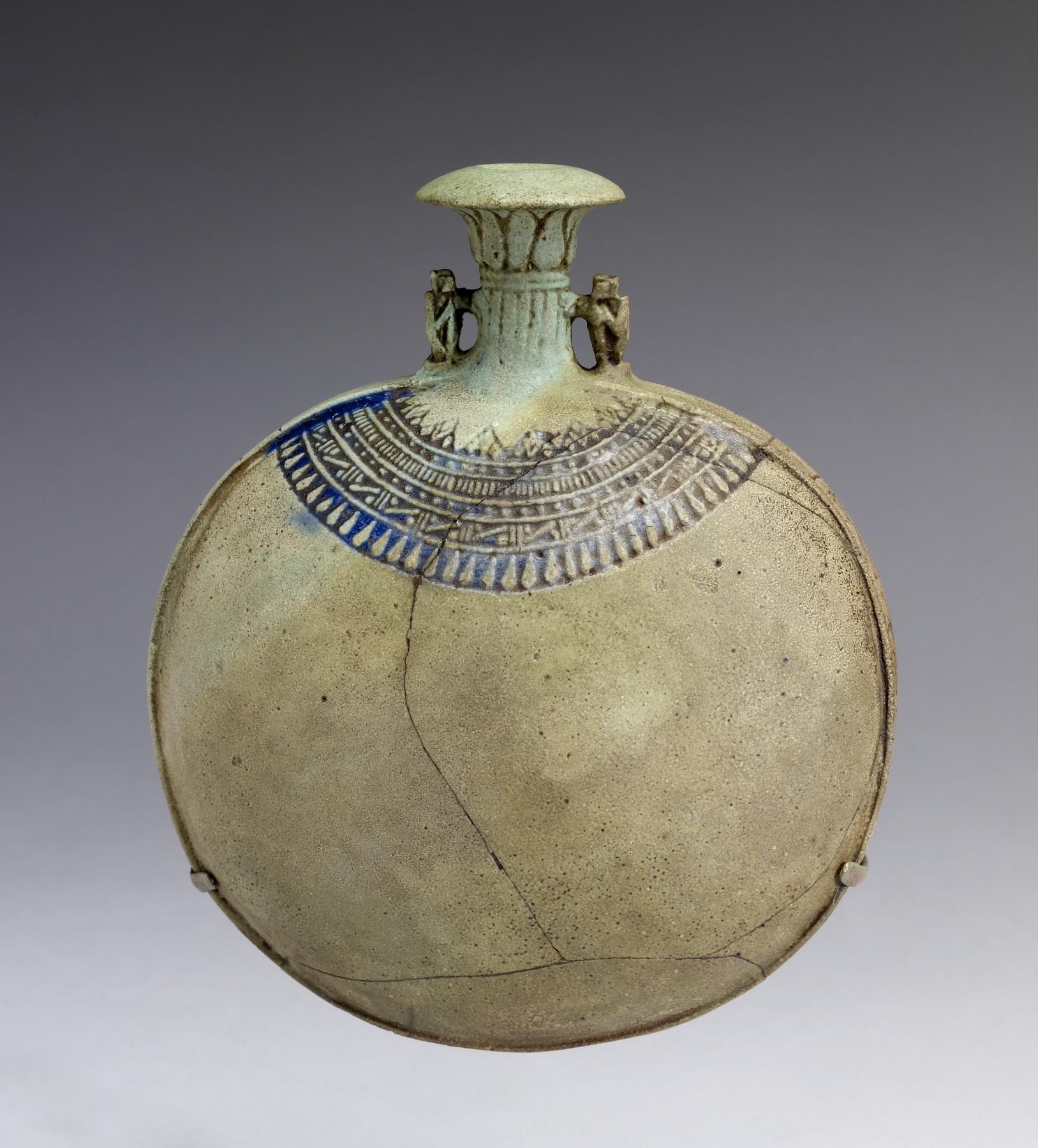
Bouteille du nouvel an (entre 650 et 550 av. J.-C.), faïence égyptienne, Walters Art Museum.

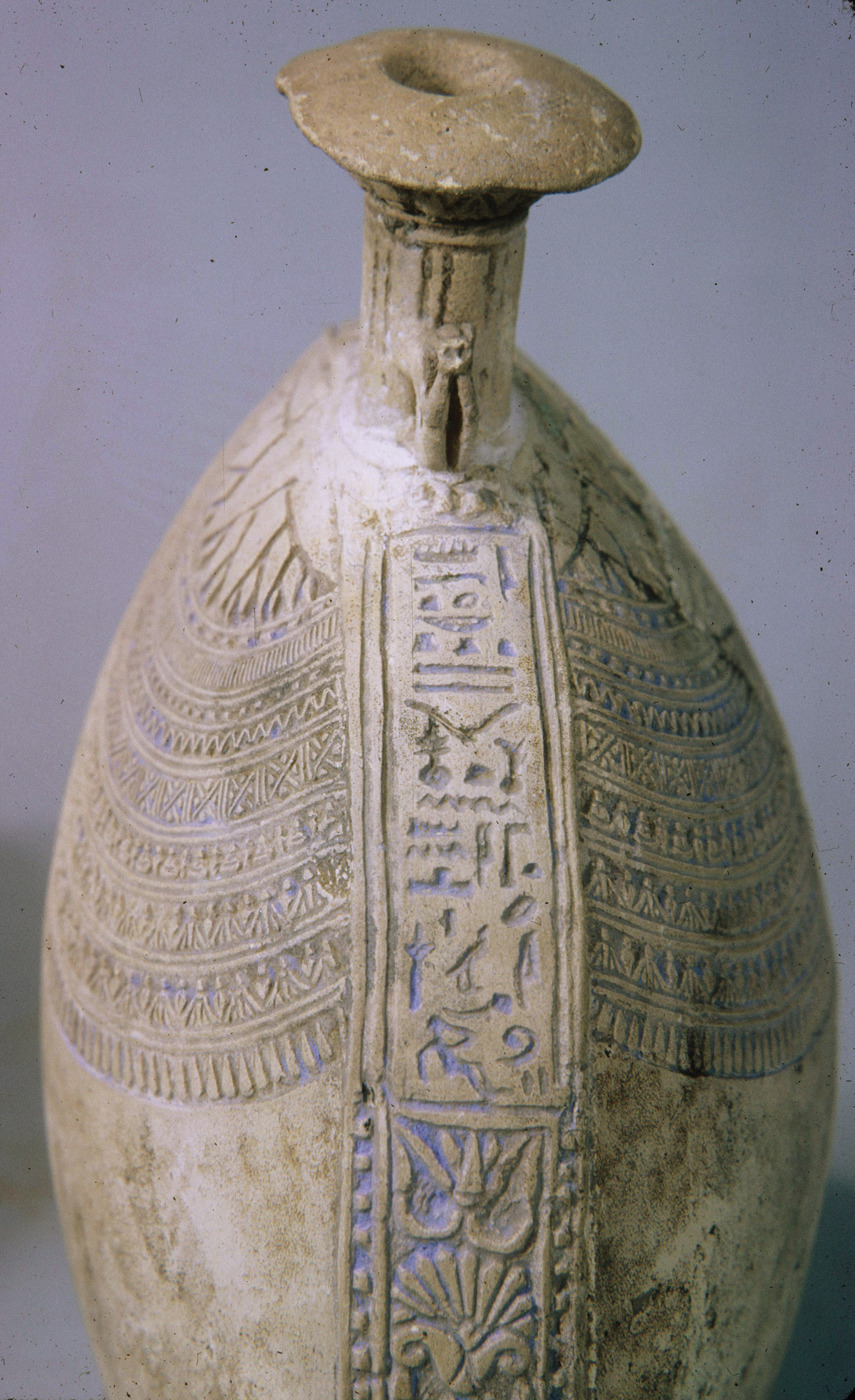
Bouteille du Metropolitan Museum of Art inscrite du nom d'Amenhotep.

Dans l'Égypte antique, une bouteille du nouvel an (ou gourde du nouvel an) était une bouteille à forme lenticulaire contenant probablement de l'eau du Nil (ou des huiles et parfums) et offerte symboliquement le jour de l'an qui était alors aligné sur la crue du Nil.
Les deux faces lenticulaires sont rattachées par une bande plate. Des textes hiéroglyphiques ou des décorations pouvaient les recouvrir. Le plus souvent, deux cercopithèques (le premier mois de l'année est celui du singe) forment les anses de part et d'autre du col et à la base de l'épaule. Les bouteilles sont légères et étaient probablement recouvertes de délicates peintures.

## Contexte
Le nouvel an est identifié comme la principale fête du calendrier de l'Égypte antique. Des offrandes sont faites aux défunts et aux dieux (dont Rê né le premier jour de l'an). Une procession de vases remplis de « l'eau nouvelle » du Nil avait lieu du fleuve jusqu’aux temples où les festivités se tenaient.
Les petites gourdes en faïence stéréotypées pour les festivités du nouvel an sont plus associées à la Basse Époque (à partir de la XXVIe dynastie).
Le 10 octobre 1889, Paul Gauckler, correspondant de l'Académie des Inscriptions et Belles-Lettres, trouve ce type de gourde entre les jambes d'une dépouille dans un tombeau de la nécropole protopunique de Dermech (Carthage). Son engobe est à base de cuivre. Il la décrit ainsi : « Le vase, peu bombé, se compose de deux calottes sphériques, de même diamètre, réunies par un bandeau plat en fer à cheval, qui fait le tour de la panse, et vient enserrer le goulot de ses deux extrémités qui se recourbent gracieusement pour former deux petites anses figurant des têtes de gazelles ». Il note cependant que la présence des gazelles et que l'inscription de dieux dessus la rendent trop dissociable d'une bouteille du nouvel an, et ce malgré la parfaite ressemblance dans la conception.

## Pièces connues
Le musée Michael C. Carlos de l'université Emory possède une collection de ces bouteilles, ainsi que la fondation Gandur pour l'Art.
Le Metropolitan Museum of Art possède une bouteille de ce type, inscrit du nom d'Amenhotep. La bouteille était probablement peinte d'un bleu turquoise avec un autre bleu imitant l'outremer véritable. Cette pièce est exceptionnelle car les bouteilles du nouvel an ne comportent généralement pas le nom de leur propriétaire.